# Flerdimensional normalfordeling
Indenfor sandsynlighedsregning og statistik er en flerdimensional normalfordeling, multivariabel normalfordeling eller flerdimensional gaussisk fordeling en generalisering af den éndimensionale normalfordeling til et højere antal dimensioner. Én definition er at en tilfældig vektor siges at være k-dimensional normalfordelt hvis enhver linearkombination af dens k komponenter er (éndimensionalt) normalfordelt. Dens vigtighed stammer hovedsageligt fra den flerdimensionale centrale grænseværdisætning. Flerdimensionale normalfordelinger bruges ofte til at beskrive, eller i det mindste approksimere, enhver mulig mængde af korrelationer mellem reelle stokastiske variable, som grupperer sig omkring et gennemsnit.
Den flerdimensionale normalfordeling spiller en vigtig rolle indenfor statistisk teori. På trods af den komplicerede matematiske form har tæthedsfunktionen for en flerdimensional normalfordelt stokastisk variabel således nogle pæne geometriske egenskaber.
Et specialtilfælde af den flerdimensionale normalfordeling er den todimensionale normalfordeling.